# Palacio de Portocarrero
El palacio de Portocarrero es un edificio residencial de carácter histórico situado en el municipio español de Palma del Río, en la provincia de Córdoba, comunidad autónoma de Andalucía. El conjunto, que se encontraba en estado casi de ruina, ha sido objeto de una larga y cuidadosa restauración.
Monumento catalogado como Bien de Interés Cultural, tiene en su haber una rica historia y una arquitectura resultante de mezcla de civilizaciones. Junto con sus jardines mudéjares rodeados por las murallas almohades del siglo XII, forma un conjunto arquitectónico enclavado en el casco histórico de la localidad. Actualmente es la residencia de la familia Moreno de la Cova, siendo una de las casas habitadas más antiguas de España. El palacio de Portocarrero sirvió como localización en el rodaje de la película El reino de los cielos (2005) dirigida por Ridley Scott.

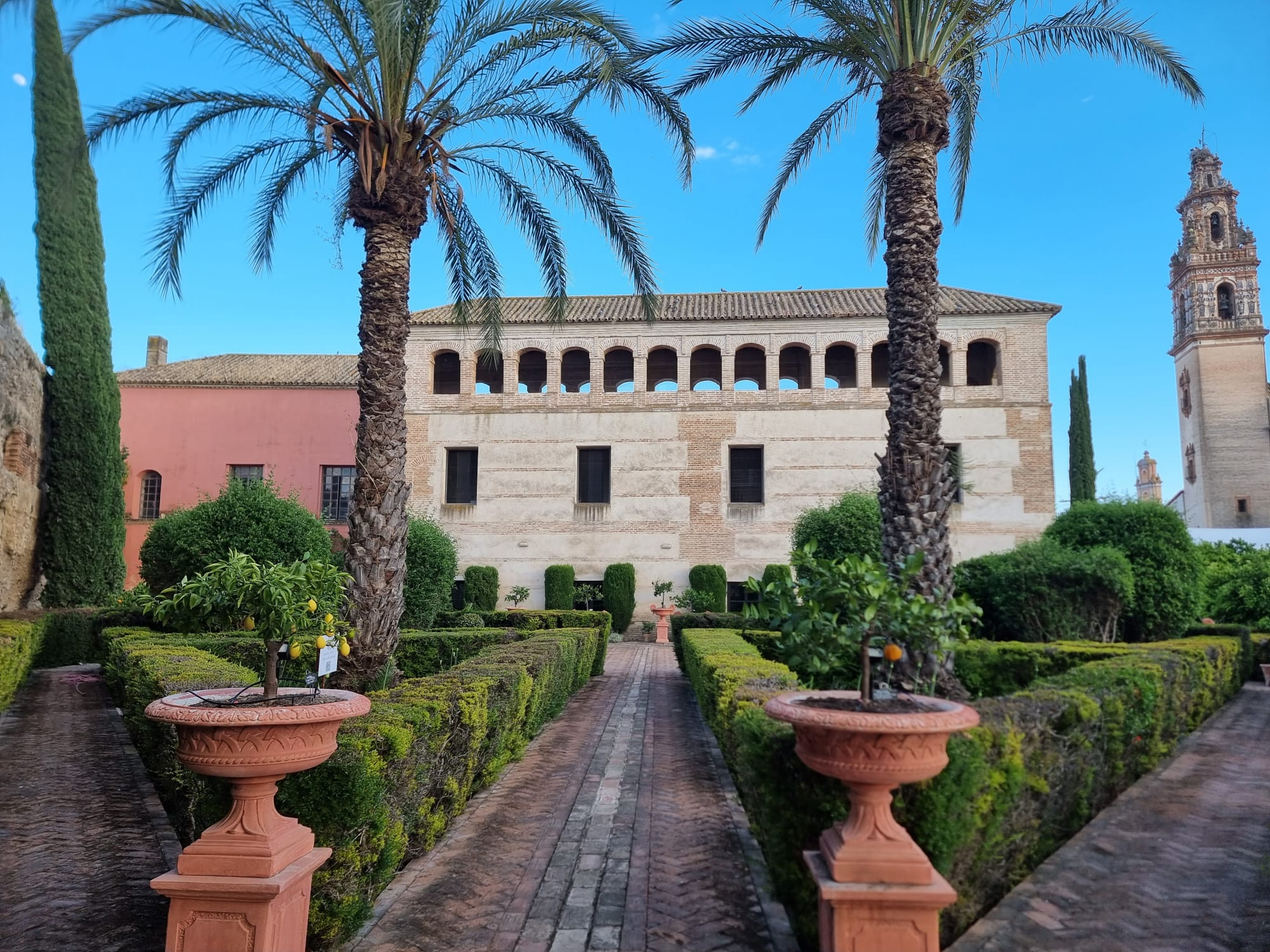
Palacio de Portocarrero

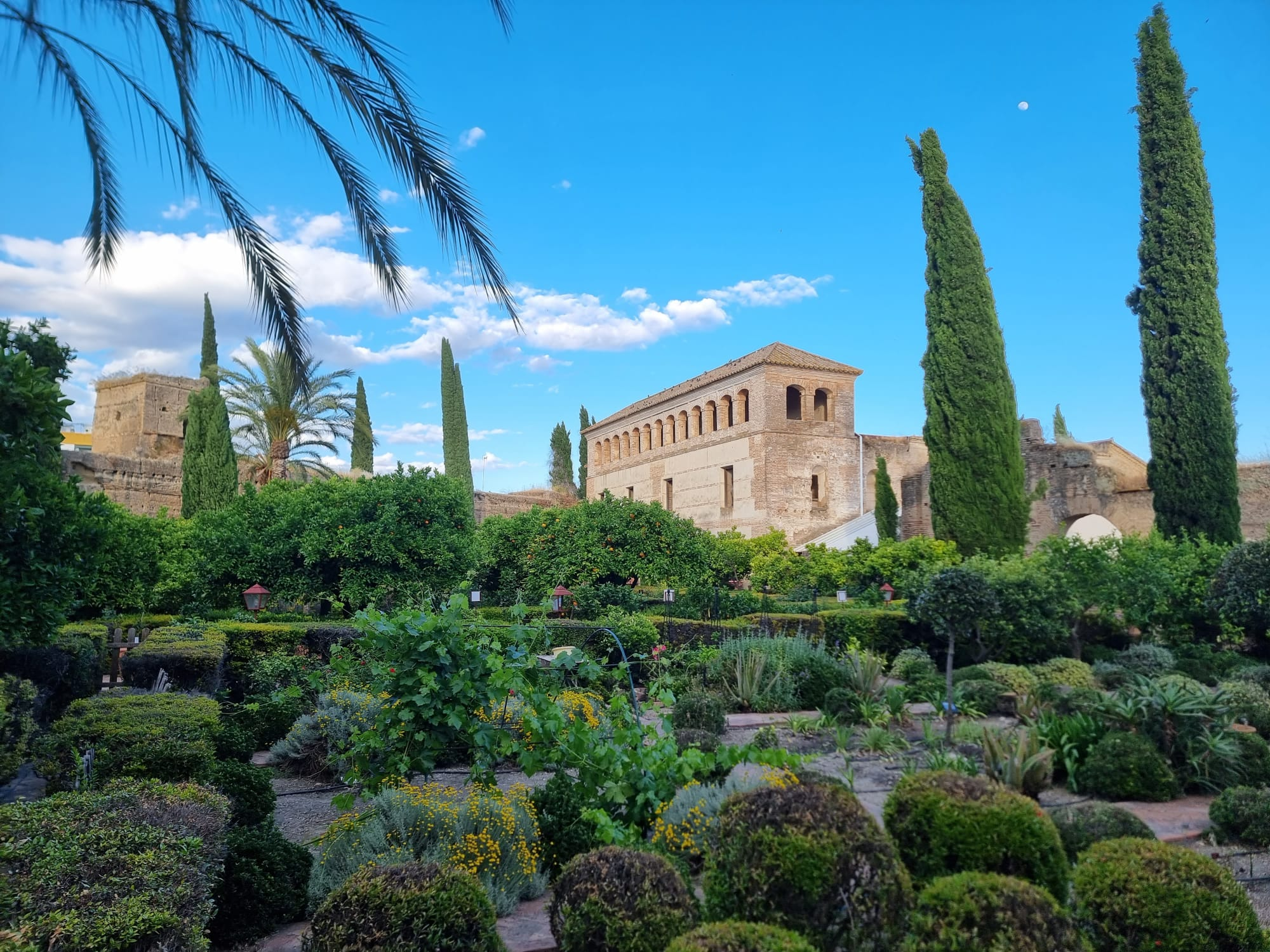
Palacio de Portocarrero

## Historia
Sus orígenes se pierden entre la leyenda y acontecimientos históricos de que fue escenario. Arrancan en época romana, en el año 105 de nuestra era, cuando el procónsul de la Hispania Bética, Aulo Cornelio Palma, fijó su residencia y, contiguo a su palacio, reedificó Palma del Río, cercándola de murallas de fortísima argamasa y le dio su nombre. Bajo la dominación árabe, por el siglo XI, el sultán Abu Yacub mandó construir su alcázar almohade.
Reconquistadas las tierras de Palma, el 2 de septiembre de 1342, el rey Alfonso XI hizo merced con el señorío de la Villa de Palma y este su castillo del que sería futuro palacio de Portocarrero, al almirante mayor de la mar, Egidio Bocanegra, según privilegio concedido en Algeciras. En 1486, se celebró en el palacio el banquete de bodas de Gonzalo Fernández de Córdoba, El Gran Capitán, y María Manrique de Lara. Será Luis Portocarrero Bocanegra, VII señor y I conde de Palma, quien complete la obra iniciada por su quinto abuelo, finalizando el palacio en el año de 1505, e incorporándolo a los estados de su linaje, y dándole su nombre y blasones. En 1629 nació en el palacio el futuro cardenal Luis Fernández Portocarrero, canciller mayor de Castilla, arzobispo de Toledo y primado de España. La estructura sufrió grandes daños durante el terremoto de Lisboa de 1755 y desde entonces fue utilizada como almacén y casa de labor. En 1868 la familia Moreno de la Cova adquirió el palacio al conde de Palma por subasta pública y la mantuvo como almacén de grano con una vivienda.
El palacio fue arrasado durante la Guerra civil española y, tras varias décadas de abandono y ruina, comenzó su restauración en 1989 por Cristina Ybarra Sainz de la Mata y su esposo Enrique Moreno de la Cova. En 2004 fue escenario de la película El reino de los cielos, dirigida por Ridley Scott, en la que aparecieron actores como Orlando Bloom, Eva Green y Liam Neeson; mientras que en 2016 apareció en el largometraje Re-Emigrantes, dirigida por Óscar Parra de Carrizosa y protagonizada por Fernando Esteso.